# 10823 Sakaguchi
10823 Sakaguchi è un asteroide della fascia principale. Scoperto nel 1993, presenta un'orbita caratterizzata da un semiasse maggiore pari a 2,2972490 UA e da un'eccentricità di 0,1602921, inclinata di 4,45845° rispetto all'eclittica.
L'asteroide è dedicato all'astronomo amatoriale giapponese Naoto Sakaguchi.